# BP 30-19-01
Tàu BP 30-19-01 thuộc biên chế của Hải đội 2, Bộ Chỉ huy Bộ đội Biên phòng Tỉnh Quảng Trị, Bộ đội Biên phòng Việt Nam. Cảng nhà tại Quảng Trị. Có nhiệm vụ cứu nạn kết hợp tuần tra trên biển.

## Thiết kế
Tàu CN-09 có chiều dài 30 mét, rộng 6.7 mét, lượng giãn nước tối đa 160 tấn, thân vỏ làm bằng vật liệu thép cường độ cao AH32. Trên tàu có các thiết bị hiện đại do Mỹ sản xuất. CN-09 có sức chịu sóng cấp 7, gió cấp 8 với tốc độ lớn nhất 20 hải lý/giờ.
Được trang bị thiết bị hàng hải hiện đại như máy đo độ sâu JFE-680, máy đo tốc độ JLN-205, định vị vệ tinh JLR-7800, máy thu bản đồ thời tiết, hệ thống báo cháy tự động, hệ thống cứu hỏa gồm súng phun nước cực mạnh, hệ thống chữa cháy bằng khí CO2,buồng cấp cứu nạn nhân.
Tàu CN-09 có 8 thủy thủ hoạt động nghiệp vụ, thời gian hoạt động tối đa 10 ngày, số người được cứu tối đa 25 người và có thể lai dắt tàu cá trọng lượng chiếm nước dưới 3.000 tấn.
Tàu được lắp hai máy chính kiểu 3512B do Mỹ sản xuất có tổng công suất 3822 CV, tiêu hao nhiên liệu ở chế độ 100% công suất là 762 lít dầu/giờ.